# Lenne (Ruhr)
El Lenne és un riu a Rin del Nord-Westfàlia, a l'oest d'Alemanya. Neix a aproximadament 823 m d'altura, prop de la ciutat de Winterberg, al flanc nord de la serralada de Roothaar del Sauerland superior. És l'afluent major del Ruhr al qual desemboca a la ciutat de Hagen, a 30 m sobre el nivell mitjà del mar.

## Afluents
D'amunt cap avall
- Nesselbach
- Sorpe
- Gleierbach
- Grafschaft
- Latrop
- Hundem
- Elspebach
- Bigge
- Fretterbach
- Else
- Verse
- Nette
- Grüner Bach
- Veischede

## Galeria

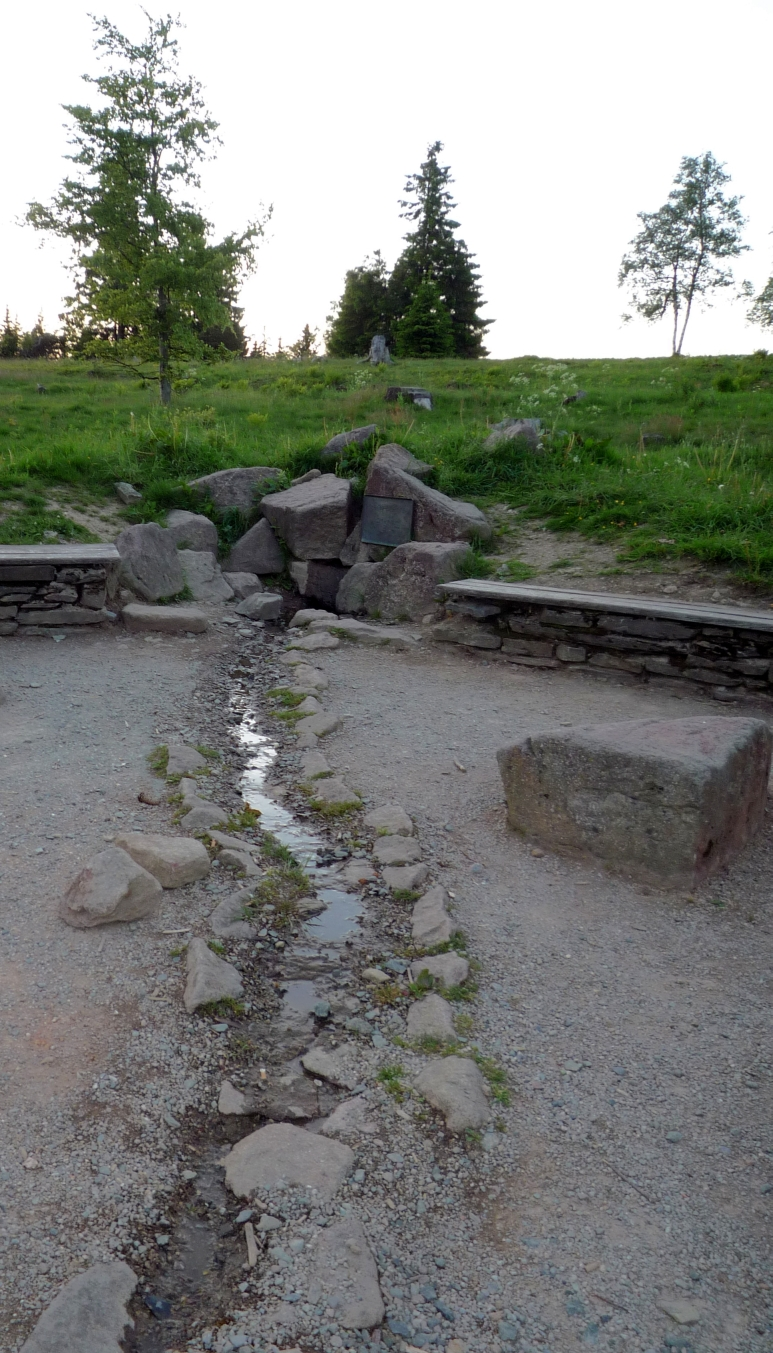
Font del Lenne a Winterberg
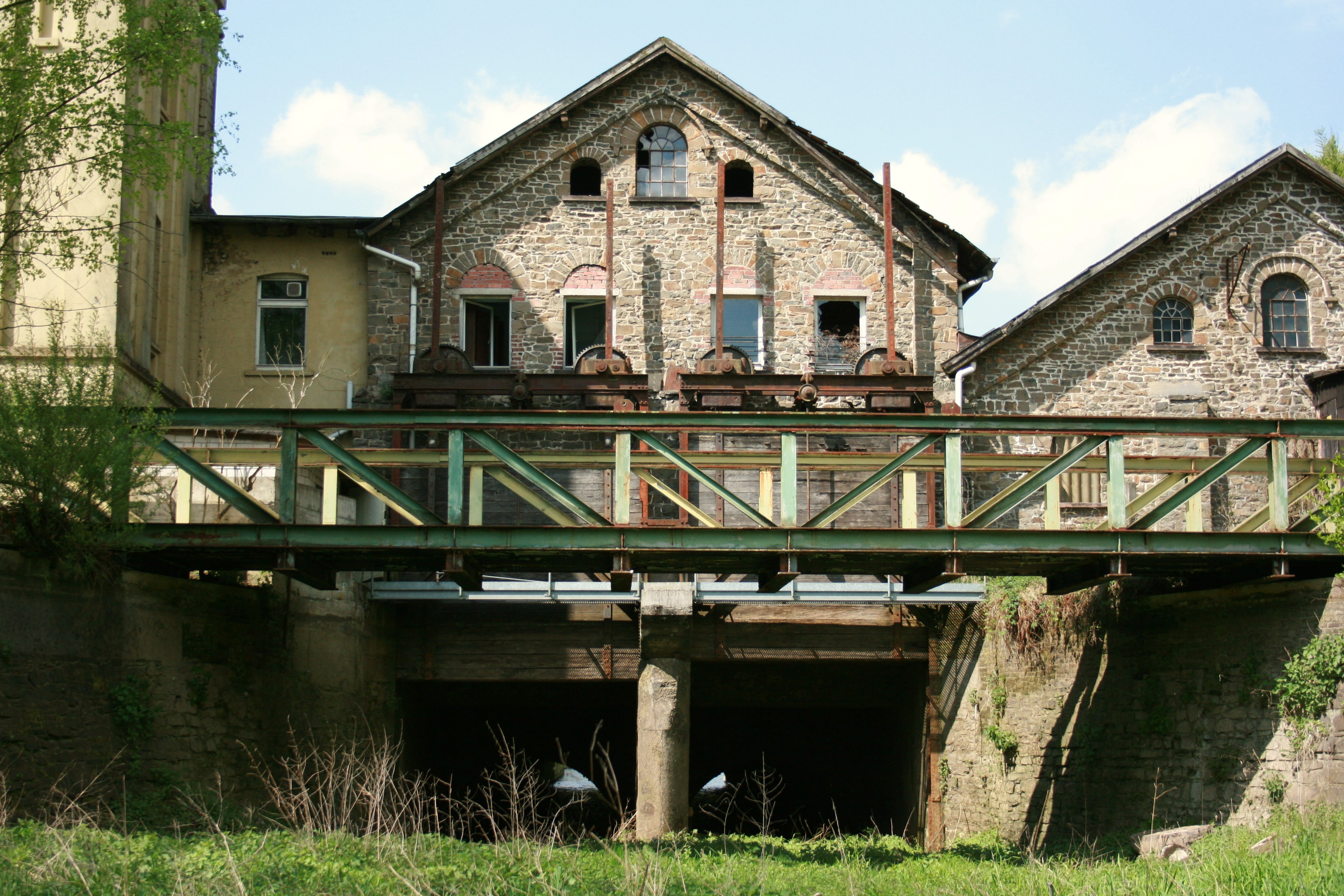
Central hidroelèctrica a Werdohl
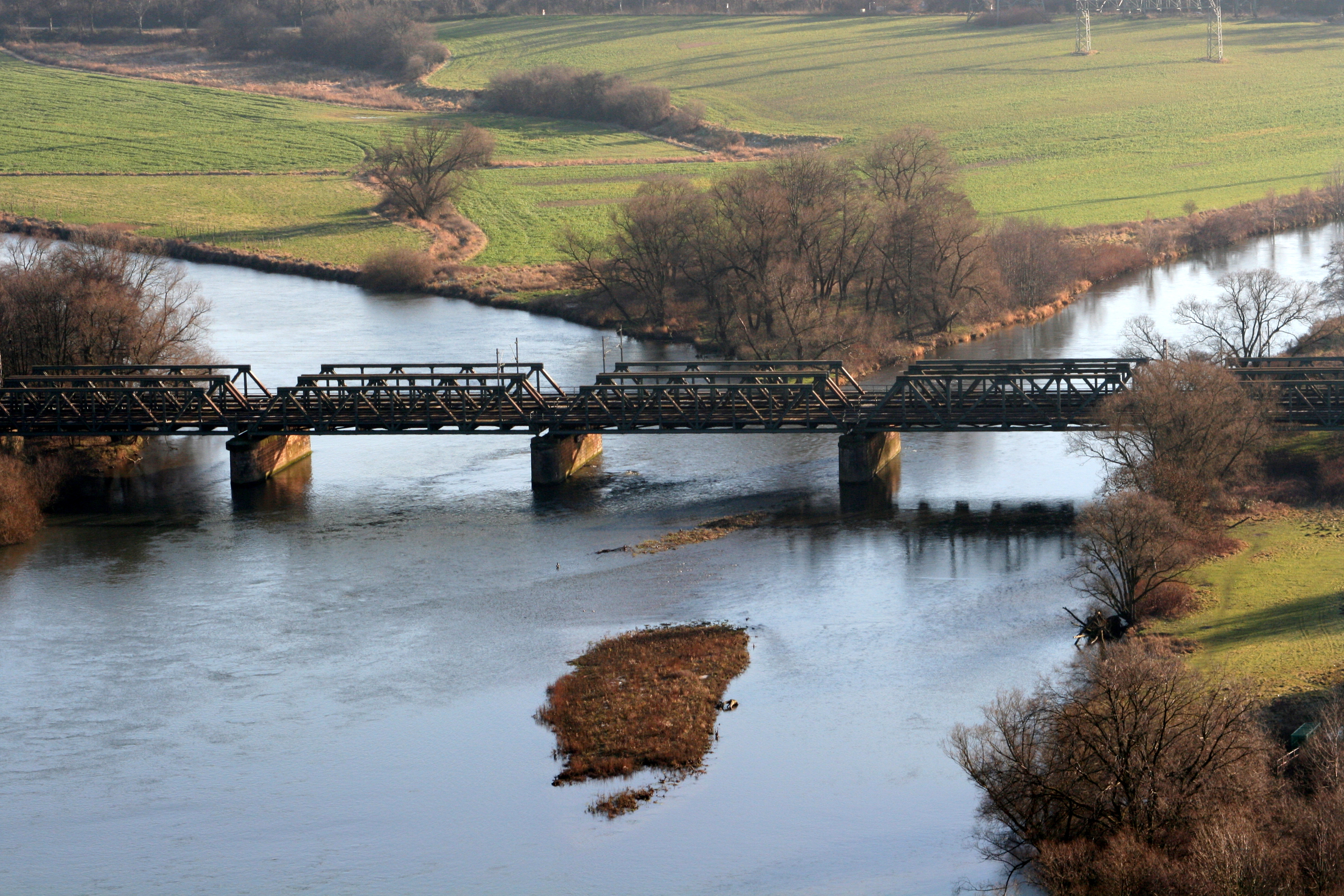
Aiguabarreig del Lenne i del Ruhr

 A Wikimedia Commons hi ha contingut multimèdia relatiu a: Lenne